# Nagy Ambrus
Nagy Ambrus (Budapest, 1927. augusztus 20. – Hága, 1991. július 18.) olimpiai ezüstérmes, világbajnoki bronzérmes magyar párbajtőrvívó, sebész.

## Élete
1950-ben a Budapesti Orvostudományi Egyetemen doktorált. Egy ideig a honvédkórház rendelőintézetének sebész szakorvosaként is működött. Az 1956. évi nyári olimpiai játékokat követően már nem tért haza, Ausztráliában maradt. Rövidebb ideig a Dél-afrikai Köztársaságban, Johannesburgban, majd Bécsben tartózkodott. 1958-ban áttelepült Hollandiába, ott egy ideig Hága városában élt a Philips cég orvosaként. Orvosi hivatását Afrikában is gyakorolta.
1991-ben autóbalesetet szenvedett; 1991. július 18-án hunyt el Hágában, azonban egyes források halálának évét 1998-ra teszik.
Merev, távolságtartó ember volt.

### Sportolói pályafutása
Klubjai a Budapesti EAC, valamint 1956-tól a Budapesti Haladás voltak. 1950-ben és 1956-ban a magyar bajnokság győztese lett egyéni párbajtőrvívásban, 1955-ben pedig csapatban.
1950 és 1956 között volt magyar válogatott. Az 1951-es stockholmi világbajnokságon, 1953-ban Brüsszelben, valamint 1954-ben Luxembourgban helyezetlenül zárt, azonban az 1955-ös világbajnokságon Rómában bronzérmes lett párbajtőr csapatban. Az 1954-es budapesti főiskolai világbajnokság párbajtőrvívásban győztes magyar csapatának tagja volt. Az 1956. évi nyári olimpiai játékokon párbajtőr csapat versenyszámban ezüstérmes lett vívásban.

## Díjai, elismerései
- A Magyar Népköztársaság kiváló sportolója (1951)[3]